# 阿斯佩 (上加龙省)
阿斯佩（法語：Aspet，法語發音：[aspɛ]）是法国上加龙省的一个市镇，属于圣戈当区。

## 地理
阿斯佩（43°0'55"N, 0°48'5"E）面积26.37 平方千米，位于法国奧克西塔尼大區上加龙省，该省份为法国西南部内陆省份，西南端与西班牙接壤，自此顺时针与上比利牛斯省、热尔省、塔恩-加龙省、塔恩省、奥德省和阿列日省接壤。
与阿斯佩接壤的市镇（或旧市镇、城区）包括：苏埃什、卡巴纳克卡佐、尚德叙、昂科斯莱泰尔姆、埃斯塔当、伊佐德洛泰勒、米亚、桑古阿涅。

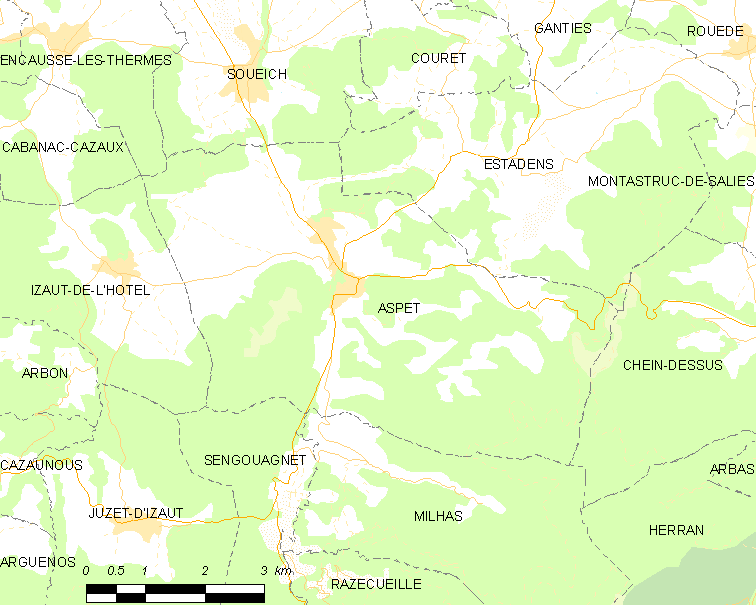
的OSM定位图

阿斯佩的时区为UTC+01:00、UTC+02:00（夏令时）。

## 行政
阿斯佩的邮政编码为31160，INSEE市镇编码为31020。

## 政治
阿斯佩所属的省级选区为巴涅尔德吕雄县。

## 人口

1962-2008年间人口变化图示

阿斯佩于2022年1月1日时的人口数量为914人。